# NGC 738
NGC 738 is een lensvormig sterrenstelsel in het sterrenbeeld Driehoek. Het hemelobject werd op 11 oktober 1850 ontdekt door de Ierse astronoom William Parsons.

## Synoniemen
- PGC 7303
- ZWG 503.57
- 6ZW 113
- NPM1G +32.0085